# Foersterella anupama
Foersterella anupama is een vliesvleugelig insect uit de familie Tetracampidae. De wetenschappelijke naam is voor het eerst geldig gepubliceerd in 2000 door Narendran.